# Acquedotto di Rostokino
L'acquedotto di Rostokino, noto anche come Ponte Millionny, è un acquedotto in pietra costruito sul fiume Jauza a Mosca in Russia, tra il 1780 e il 1804. È l'unico acquedotto rimasto a Mosca, una volta parte del Mytishchi Water Supply, la prima rete idrica centralizzata di Mosca.

## Storia

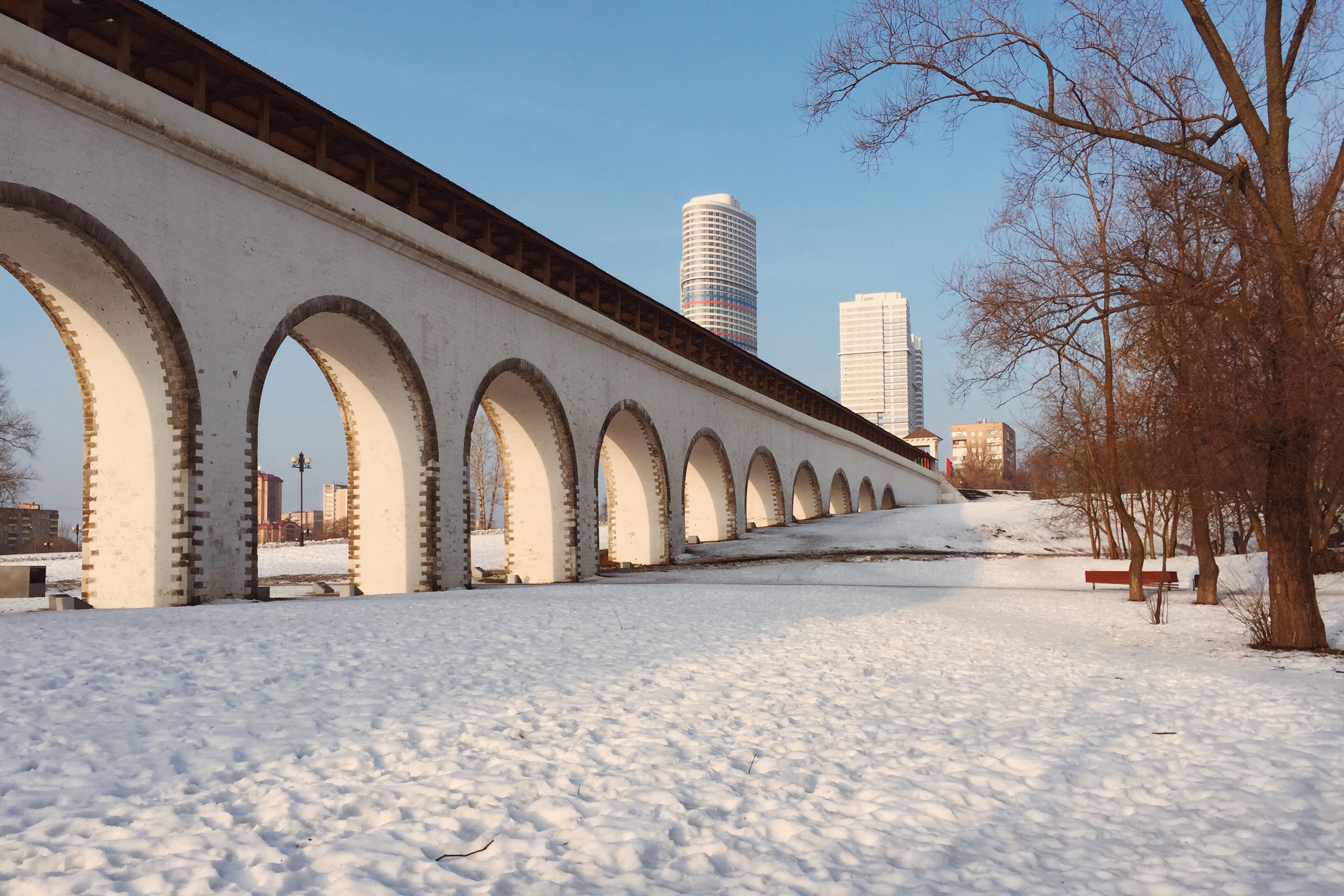
L'acquedotto d'inverno

L'acquedotto fu commissionato da Caterina II di Russia all'ingegnere Friedrich Wilhelm Bauer. La regina autorizzò ina spesa di 1,1 milioni rubli e l'utilizzo di 400 persone per la costruzione. La pietra usata per la costruzione era quella rimanente dalla demolizione delle fortificazioni di Bely Gorod. La costruzione subì molte interruzioni e durò 25 anni. Il colonnello Ivan Gerard guidò il progetto dopo la morte di Bauer nel 1783. Il figlio della regina Paolo I, dovette aumentare il budget per altri 400 000 rubli; Alessandro I aggiunse altri 200 000 rubli. L'acquedotto ultimato costò 2 milioni di rubli, da cui deriva il nome ponte Millionny.